# Denderleeuw
Denderleeuw és un municipi belga de la província de Flandes Oriental a la regió de Flandes. Està compost per les seccions de Denderleeuw, Iddergem i Welle.